# Cristian Devallis
Cristian Javier Devallis (n. Río Segundo, Provincia de Córdoba, Argentina, 25 de agosto de 1983) es un futbolista argentino. Actualmente juega como volante por el Club Atlético 9 de Julio de Rafaela, Argentina.

## Carrera
Devallis es un jugador que juega como volante por derecha y ha jugado en diversos equipos de la liga argentina tanto en primera división como en divisiones de menor categoría. Debutó en la primera división en el Club Atlético Talleres de Córdoba. A mediados del 2009 llegó a Santiago Wanderers proveniente desde el 9 de Julio del Torneo Argentino A para ascender a la Primera División de Chile, objetivo que se cumplió al final de la temporada. Finalmente en diciembre de ese año se anuncia su regreso al 9 de Julio por su irregular campaña en el fútbol chileno pese a que le quedaban seis meses de contrato, pero finalmente recala en el Patronato de Paraná del Torneo Argentino A.
Cabe destacar que durante el 2002 jugó un partido de la Copa Libertadores en su primera temporada en el fútbol profesional con Talleres de Córdoba frente a River Plate partido que terminó empatado a un gol.

## Clubes
| Club                        | País      | Temporadas    |
| --------------------------- | --------- | ------------- |
| Talleres de Córdoba         | Argentina | 2002-2004     |
| Almagro                     | Argentina | 2004          |
| Talleres de Córdoba         | Argentina | 2005          |
| Gimnasia y Esgrima de Jujuy | Argentina | 2005-2006     |
| Talleres de Córdoba         | Argentina | 2006          |
| Racing de Córdoba           | Argentina | 2007          |
| 9 de Julio de Rafaela       | Argentina | 2008-2009     |
| Santiago Wanderers          | Chile     | 2009          |
| Patronato de Paraná         | Argentina | 2010-2011     |
| Boca Unidos de Corrientes   | Argentina | 2011-2012     |
| Olympiakos Volou            | Grecia    | 2012          |
| 9 de Julio de Rafaela       | Argentina | 2013-Presente |

## Participaciones Internacionales

### Participaciones en Torneos Sudámericanos
| Campeonato             | Equipo              | Resultado    | PJ | Goles |
| ---------------------- | ------------------- | ------------ | -- | ----- |
| Copa Libertadores 2002 | Talleres de Córdoba | Primera Fase | 1  | 0     |